# Полковник-Свештарово
Полковник-Свештарово (болг. Полковник Свещарово) — село в Болгарии. Находится в Добричской области, входит в общину Добричка. Население составляет 139 человек.

## Политическая ситуация
Полковник-Свештарово подчиняется непосредственно общине и не имеет своего кмета.
Кмет (мэр) общины Добричка — Петко Йорданов Петков (Болгарская социалистическая партия (БСП)) по результатам выборов в правление общины.